# Campionato italiano giovanile di scacchi
Il Campionato italiano giovanile di scacchi è un torneo scacchistico organizzato ogni anno dalla Federazione Scacchistica Italiana italiana, dedicato ai giocatori di età non superiore a 18.

## Regolamento e Formula
Oltre ad assegnare il titolo di Campione e Campionessa Italiano/a Giovanile di Scacchi, il torneo è valevole per la qualificazione al Campionato europeo giovanile di scacchi ed al Campionato del mondo giovanile di scacchi. 
Il campionato è suddiviso in sei fasce d'età (Under 8, Under 10, Under 12, Under 14, Under 16, Under 18), ciascuna delle quali comprende una sezione Open (aperta a maschi e femmine) ed una femminile (riservata alle ragazze). Ogni giovane scacchista può partecipare al campionato di una data fascia - genericamente la fascia Under N - se non ha compiuto l'età limite prima del 1º gennaio dell'anno in cui si svolge la competizione. 
Per la categoria Under 20 la FSI organizza annualmente un campionato juniores, separato da quello giovanile.

## Storia
Nelle prime edizioni le categorie Under 8 e Under 10 sono state soppresse perché il numero di partecipanti non era sufficientemente alto, e di conseguenza sono state accorpate alla fascia d'età successiva (Under 12). L'Under 10 ha avuto un torneo a sé a partire dal 1999 (in conseguenza di ciò, l'Under 8 è stato unito proprio all'Under 10); l'Under 8 solo dal 2007. Lo stesso è accaduto con la sezione femminile che, nelle prime edizioni, è stata accorpata a quella open. Va ricordato che i primi campionati avevano una categoria Under 11, una Under 15 e una Under 17. 
Fino all'edizione 2019 il Campionato italiano giovanile era dedicato ai giocatori di età non superiore a 16 ed era chiamato CIGU16. Dal 1996 al 2019 il titolo di campione italiano under 18 è stato assegnato all'interno del campionato italiano under 20; dal 1996 al 2001 il titolo di campione italiano under 18 femminile è stato assegnato anch'esso all'interno del campionato italiano under 20, mentre dal 2001 al 2019 lo stesso è stato assegnato all'interno del Campionato italiano femminile. 
Nel 2020 il campionato giovanile, come il campionato assoluto, quello femminile e quello juniores, si è svolto online su Premium Chess Arena.
Nel 2021 il CIG è tornato a disputarsi a tavolino presso la sede di Salsomaggiore Terme, in questa edizione era previsto un torneo destinato agli under 19 che ha visto la partecipazione di nove partecipanti per nove turni nella formula del girone all'italiana.

## Albo d'oro sezione Open
| Anno | Luogo              | Under 8                | Under 10                   | Under 12                    | Under 14                                   | Under 16                         | Under 18                                          |
| ---- | ------------------ | ---------------------- | -------------------------- | --------------------------- | ------------------------------------------ | -------------------------------- | ------------------------------------------------- |
| 1988 | Bologna            | Accorpato all'Under 11 | Fabio Venturini (Under 11) | Francesco Satta             | Marco Mascellani                           | Daniele Petrone                  |                                                   |
| 1989 | Bussolengo         | Accorpato all'Under 11 | Accorpato all'Under 11     | Davide Sgnaolin (Under 11)  | Marco Zoldan (Under 15)                    | Daniele Fradegrada (Under 17)    |                                                   |
| 1990 | Biella             | Accorpato all'Under 11 | Accorpato all'Under 11     | Davide Sgnaolin (Under 11)  | Hannes Reiner (Under 15)                   | Maurizio Brancaleoni (Under 17)  |                                                   |
| 1991 | Bussolengo         | Accorpato all'Under 12 | Accorpato all'Under 12     | Stefan Moroder              | Costantino Aldrovandi (Under 15)           | Gerd Scacher (Under 17)          |                                                   |
| 1992 | Perugia            | Accorpato all'Under 12 | Accorpato all'Under 12     | Igor Messina                | Thomas Moroder (Under 15)                  | Gerd Schacher (Under 17)         |                                                   |
| 1993 | Rimini             | Accorpato all'Under 12 | Accorpato all'Under 12     | Roberto Costantini          | Thomas Moroder (Under 15)                  | Costantino Aldrovandi (Under 17) |                                                   |
| 1994 | Rimini             | Accorpato all'Under 12 | Accorpato all'Under 12     | Peter de Bortoli            | Fabio Gallo (Under 15)                     | Martin Oberrauch (Under 17)      |                                                   |
| 1995 | Imperia            | Accorpato all'Under 12 | Accorpato all'Under 12     | Alberto Pulito              | Peter de Bortoli (Under 15)                | Martin Oberrauch (Under 17)      |                                                   |
| 1996 | Ostia (Roma)       | Accorpato all'Under 12 | Accorpato all'Under 12     | Alberto Pulito              | Piero Mazzilli (Under 15)                  | Cristian Cacco (Under 17)        | Daniele Vismara - Campionato Italiano Under 20    |
| 1997 | Porto San Giorgio  | Accorpato all'Under 12 | Accorpato all'Under 12     | Ivan Tomba                  | Peter de Bortoli                           | Daniele Genocchio                | Peter De Bortoli - Campionato Italiano Under 20   |
| 1998 | Porto San Giorgio  | Accorpato all'Under 10 | Antonio Seminara           | Luigi Lain                  | Ivan Tomba                                 | Peter de Bortoli                 | Elia Mariano - Campionato Italiano Under 20       |
| 1999 | Porto San Giorgio  | Accorpato all'Under 10 | Niccolò Ronchetti          | Stefano Navarro             | Alberto Puilto                             | Roberto Mogranzini               | Daniele Genocchio - Campionato Italiano Under 20  |
| 2000 | Sciacca            | Accorpato all'Under 10 | Alessandro Bonafede        | Elia Messina                | Alberto Pulito                             | Giorgio Berni                    | Roberto Costantini - Campionato Italiano Under 20 |
| 2001 | Villeneuve         | Accorpato all'Under 10 | Matteo D'Apa               | Niccolò Ronchetti           | Emanuele Lo Curto                          | Ivan Tomba                       | Giorgio Berni - Campionato Italiano Under 20      |
| 2002 | Cortina d'Ampezzo  | Accorpato all'Under 10 | Axel Rombaldoni            | Antonio Lapenna             | Denis Rombaldoni                           | Emanuele Lo Curto                | Sabino Brunello - Campionato Italiano Under 20    |
| 2003 | Arvier             | Accorpato all'Under 10 | Lorenzo Visentin           | Axel Rombaldoni             | Niccolò Ronchetti                          | Remiglio Fossati                 | Ivan Tomba - Campionato Italiano Under 20         |
| 2004 | San Nicola Arcella | Accorpato all'Under 10 | Nicholas Paltrinieri       | Axel Rombaldoni             | Danyyil Dvirnyy                            | Denis Rombaldoni                 | Niccolò Ronchetti - Campionato Italiano Under 20  |
| 2005 | Cortina d'Ampezzo  | Accorpato all'Under 10 | Alessandro Fagnani         | Diego Puleo                 | Axel Rombaldoni                            | Niccolò Ronchetti                | Giuseppe Lettieri - Campionato Italiano Under 20  |
| 2006 | Montecatini Terme  | Accorpato all'Under 10 | Andrea Muccini             | Simone De Filomeno          | Axel Rombaldoni                            | Damiano Locci                    | Daniele Vocaturo - Campionato Italiano Under 20   |
| 2007 | Terrasini          | Jonas Fox              | Lorenzo Pescatore          | Simone De Filomeno          | Guido Caprio                               | Axel Rombaldoni                  | Denis Rombaldoni - Campionato Italiano Under 20   |
| 2008 | Merano             | Valerio Carnicelli     | Fulvio Zamengo             | Marco Codenotti             | Simone De Filomeno                         | Axel Rombaldoni                  | Alessio Valsecchi - Campionato Italiano Under 20  |
| 2009 | Courmayeur         | Lorenzo Ramundi        | Francesco Rambaldi         | Marco Codenotti             | Federico Boscolo                           | Adriano Testa                    | Simone De Filomeno - Campionato Italiano Under 20 |
| 2010 | Terrasini          | Edoardo Di Benedetto   | Valerio Carnicelli         | Oscar Abatantuono           | Federico Boscolo Meneguolo                 | Nicholas Paltrinieri             | Alessio Valsecchi - Campionato Italiano Under 20  |
| 2011 | Porretta Terme     | Lorenzo Della Peruta   | Andrea Iannello            | Francesco Rambaldi          | Lorenzo Pescatore                          | Simone De Filomeno               | Guido Caprio - Campionato Italiano Under 20       |
| 2012 | Ragusa             | Samuele Lunghi         | Cesare Wang                | Lorenzo Lodici              | Fulvio Zumengo                             | Federico Boscolo Meneguolo       | Federico Boscolo - Campionato Italiano Under 20   |
| 2013 | Courmayeur         | Claudio Paduano        | Leonardo Russo             | Francesco Sonis             | Francesco Rambaldi                         | Pier Luigi Basso                 | Nicola Altini - Campionato Italiano Under 20      |
| 2014 | Tarvisio           | Matteo Piccinno        | Ieysaa Bin-Suhayl          | Matteo Pitzanti             | Luca Moroni                                | Fulvio Zumengo                   | Federico Boscolo - Campionato Italiano Under 20   |
| 2015 | Montesilvano       | Francesco Cau          | Luca Zavattero             | Raffaele Buonanno           | Francesco Sonis                            | Lorenzo Lodici                   | Andrea Favaloro - Campionato Italiano Under 20    |
| 2016 | Olbia              | Lorenzo Fava           | Claudio Paduano            | Francesco Bettalli          | Francesco Sonis                            | Valerio Carnicelli               | Valerio Carnicelli - Campionato Italiano Under 20 |
| 2017 | Chianciano Terme   | Marco Lo Piccolo       | Giorgio Gola               | Joshuaede Cappelletto       | Francesco Bettalli                         | Nicolò Orfini                    | Valerio Carnicelli - Campionato Italiano Under 20 |
| 2018 | Scalea             | Albert Artissi         | Nicolas Perossa            | Claudio Paduano             | Kirk Kacani                                | Leonardo Loiacono                | Valerio Carnicelli - Campionato Italiano Under 20 |
| 2019 | Salsomaggiore      | Nicolas Nassa          | Ottavio Mammi              | Vittorio Cina'              | Leo Titze                                  | Gabriele Lumachi                 | Leonardo Loiacono - Campionato italiano Under 20  |
| 2020 | Online             | Riccardo Costalonga    | Alberto Ganci              | Dario Brini                 | Alessio Musso                              | Leonardo Bolognese               | Leonardo Russo                                    |
| 2021 | Salsomaggiore      | Michele Di Liberto     | Mattia Murra               | Stefano Maldonado           | Gabriel Urbani                             | Simone Pozzari                   | Ieysaa Bin-Suhayl Nicolò Orfini - Under 19        |
| 2022 | Terrasini          | Edoardo Nicolardi      | Lorenzo Tellarini          | Alberto Ganci               | Lorenzo Fava                               | Simone Pozzari                   | Francesco Bettalli                                |
| 2023 | Tarvisio           | Leonardo Della Penna   | Michele Di Liberto         | Claudio Emanuele Costantino | Nicolas Perossa Stanislao Vommaro ex aequo | Gabriel Urbani                   | Simone Pozzari                                    |
| 2024 | Salsomaggiore      | Alessandro F. Bisetto  | Ria Arun                   | Riccardo Costalonga         | Manfredi La Barbera                        | Leonardo Maglioni                | Niccolò Casadio                                   |
| 2025 | Terrasini          | Filip Xanina           | Tommaso Loberti            | Michele Di Liberto          | Cosimo Chiari                              | Manfredi La Barbera              | Gabriel Urbani                                    |

## Albo d'oro sezione Femminile
| Anno | Luogo               | Under 8                | Under 10                                                                                     | Under 12                                                                                          | Under 14                                                                                         | Under 16                                                                                         | Under 18                                                                 |
| ---- | ------------------- | ---------------------- | -------------------------------------------------------------------------------------------- | ------------------------------------------------------------------------------------------------- | ------------------------------------------------------------------------------------------------ | ------------------------------------------------------------------------------------------------ | ------------------------------------------------------------------------ |
| 1988 | Bologna             | Non disputato          | Non disputato                                                                                | Erika Agosto (Under 11) - Prima classificata femminile del Campionato Italiano Assoluto di fascia | Non disputato                                                                                    | Non disputato                                                                                    |                                                                          |
| 1989 | Bussolengo          | Non disputato          | Non disputato                                                                                | Non disputato                                                                                     | Veronica Deantoni - Prima classificata femminile del Campionato Italiano Assoluto di fascia.     | Non disputato                                                                                    |                                                                          |
| 1990 | Biella              | Accorpato all'Under 12 | Accorpato all'Under 12                                                                       | Ileana Meli - Prima classificata femminile del Campionato Italiano Assoluto di fascia.            | Veronica Deantoni - Prima classificata femminile del Campionato Italiano Assoluto di fascia.     | Rossella Hakim - Prima classificata femminile del Campionato Italiano Assoluto di fascia.        |                                                                          |
| 1991 | Bussolengo          | Accorpato all'Under 12 | Accorpato all'Under 12                                                                       | Angelica Acquaroli - Prima classificata femminile del Campionato Italiano Assoluto di fascia.     | Erika Agosto - Prima classificata femminile del Campionato Italiano Assoluto di fascia.          | Helga Thaler - Prima classificata femminile del Campionato Italiano Assoluto di fascia.          |                                                                          |
| 1992 | Perugia             | Accorpato all'Under 12 | Accorpato all'Under 12                                                                       | Valentina Scagliarini                                                                             | Sara Varinelli - Prima classificata femminile del Campionato Italiano Assoluto di fascia.        | Marion Stoli - Prima classificata femminile del Campionato Italiano Assoluto di fascia.          |                                                                          |
| 1993 | Rimini              | Accorpato all'Under 12 | Accorpato all'Under 12                                                                       | Martina De Nisi                                                                                   | Valentina Scagliarini - Prima classificata femminile del Campionato Italiano Assoluto di fascia. | Erika Agosto - Prima classificata femminile del Campionato Italiano Assoluto di fascia.          |                                                                          |
| 1994 | Rimini              | Accorpato all'Under 12 | Accorpato all'Under 12                                                                       | Laura Costantini                                                                                  | Valentina Scagliarini - Prima classificata femminile del Campionato Italiano Assoluto di fascia. | Maria Teresa Arnetta - Prima classificata femminile del Campionato Italiano Assoluto di fascia.  |                                                                          |
| 1995 | Imperia             | Accorpato all'Under 12 | Accorpato all'Under 12                                                                       | Laura Costantini                                                                                  | Valentina Scagliarini - Prima classificata femminile del Campionato Italiano Assoluto di fascia. | Maria Teresa Arnetta - Prima classificata femminile del Campionato Italiano Assoluto di fascia.  |                                                                          |
| 1996 | Ostia (Roma)        | Accorpato all'Under 12 | Accorpato all'Under 12                                                                       | Laura Costantini                                                                                  | Marianna Arnetta - Prima classificata femminile del Campionato Italiano Assoluto di fascia.      | Tiziana Barbiso - Prima classificata femminile del Campionato Italiano Assoluto di fascia.       | Maria Teresa Arnetta - Campionato femminile Under 20, categoria Under 19 |
| 1997 | Porto San Giorgio   | Accorpato all'Under 12 | Accorpato all'Under 12                                                                       | Laura Costantini                                                                                  | Carmen Scire' - Prima classificata femminile del Campionato Italiano Assoluto di fascia.         | Valentina Scagliarini - Prima classificata femminile del Campionato Italiano Assoluto di fascia. | Marianna Arnetta - Campionato femminile Under 20                         |
| 1998 | Porto San Giorgio   | Accorpato all'Under 10 | Eleonora Ambrosi - Prima classificata femminile del Campionato Italiano Assoluto di fascia.  | Chiara Palmiero                                                                                   | Laura Costantini                                                                                 | Marianna Arnetta - Prima classificata femminile del Campionato Italiano Assoluto di fascia.      | Tiziana Barbiso - Campionato femminile Under 20                          |
| 1999 | Porto San Giorgio   | Accorpato all'Under 10 | Marijana Matanovic                                                                           | Eleonora Ambrosi                                                                                  | Camilla Luzietti                                                                                 | Mina Veltcheva - Prima classificata femminile del Campionato Italiano Assoluto di fascia.        | Maria Angela Bonzano - Campionato femminile Under 20                     |
| 2000 | Sciacca             | Accorpato all'Under 10 | Marianna Chierici - Prima classificata femminile del Campionato Italiano Assoluto di fascia. | Mariagrazia De Rosa - Prima classificata femminile del Campionato Italiano Assoluto di fascia.    | Erika Pili - Prima classificata femminile del Campionato Italiano Assoluto di fascia.            | Laura Costantini - Prima classificata femminile del Campionato Italiano Assoluto di fascia.      | Mina Veltcheva - Campionato femminile Under 20                           |
| 2001 | Villeneuve (Italia) | Accorpato all'Under 10 | Sabrina Reginato                                                                             | Isabel Scharrer                                                                                   | Eleonora Ambrosi                                                                                 | Laura Costantini                                                                                 | Elisa Sedani - Campionato femminile Under 20                             |
| 2002 | Cortina d'Ampezzo   | Accorpato all'Under 10 | Giuana Prugger                                                                               | Marianna Chierici                                                                                 | Eleonora Ambrosi                                                                                 | Ilaria Clappa                                                                                    | Ilaria Clappa - Campionato italiano femminile                            |
| 2003 | Arvier              | Accorpato all'Under 10 | Chiara Fustini                                                                               | Sabrina Reginato                                                                                  | Fulvia Castellano                                                                                | Mariagrazia De Rosa                                                                              | Laura Costantini - Campionato italiano femminile                         |
| 2004 | San Nicola Arcella  | Accorpato all'Under 10 | Marina Brunello                                                                              | Elena Costariol                                                                                   | Roberta Brunello                                                                                 | Mariagrazia De Rosa                                                                              | Mariagrazia De Rosa - Campionato italiano femminile                      |
| 2005 | Cortina d'Ampezzo   | Accorpato all'Under 10 | Elisa Chiarion                                                                               | Marina Brunello                                                                                   | Roberta Brunello                                                                                 | Giulia Tonel                                                                                     | Marianna Chierici - Campionato italiano femminile                        |
| 2006 | Montecatini Terme   | Accorpato all'Under 10 | Edith Tittarelli                                                                             | Marina Brunello                                                                                   | Roberta Messina                                                                                  | Roberta Brunello                                                                                 | Mariagrazia De Rosa - Campionato italiano femminile                      |
| 2007 | Terrasini           | Vanessa Fermani        | Olga Pelyushenko                                                                             | Elisa Chiaron                                                                                     | Roberta Messina                                                                                  | Sabrina Reginato                                                                                 | Marianna Chierici - Campionato italiano femminile                        |
| 2008 | Merano              | Lisa Negrini           | Alessia Santeramo                                                                            | Filli Balzano                                                                                     | Deborah Pavei                                                                                    | Chiara Palmitessa                                                                                | Elisa Chiaron - Campionato italiano femminile                            |
| 2009 | Courmayeur          | Claudia Scarpa         | Tea Gueci                                                                                    | Noemie Joudelat                                                                                   | Daniela Movileanu                                                                                | Rosa Maria Casolino                                                                              | Marina Brunello - Campionato italiano femminile                          |
| 2010 | Terrasini           | Elisa Ugolini          | Desiree Di Benedetto                                                                         | Alessia Santeramo                                                                                 | Filli Balzano                                                                                    | Elisa Chiaron                                                                                    | Roberta Messina - Campionato italiano femminile                          |
| 2011 | Porretta Terme      | Marianna Raccanello    | Chiara Giovagnetti                                                                           | Tea Gueci                                                                                         | Laura Gueci                                                                                      | Daniela Movileanu                                                                                | Chiara Palmitessa - Campionato italiano femminile                        |
| 2012 | Ragusa              | Francesca Garau        | Claudia Scarpa                                                                               | Silvia Scarpa                                                                                     | Gaia Paolillo                                                                                    | Daniela Movileanu                                                                                | Gaia Paolillo - Campionato italiano femminile                            |
| 2013 | Courmayeur          | Samia Zannat Sheik     | Marianna Raccanello                                                                          | Giulia Giordano                                                                                   | Silvia Scarpa                                                                                    | Alessia Santeramo                                                                                | Elisa Chiarion - Campionato italiano femminile                           |
| 2014 | Tarvisio            | Emma Cassanelli        | Francesca Garau                                                                              | Maria Palma                                                                                       | Silvia Scarpa                                                                                    | Gaia Paolillo                                                                                    | Virginia Colantuono - Campionato italiano femminile                      |
| 2015 | Montesilvano        | Elena Cammalleri       | Silvia Bordin                                                                                | Marianna Raccanello                                                                               | Maria Palma                                                                                      | Desiree Di Benedetto                                                                             | Laura Gueci - Campionato italiano femminile                              |
| 2016 | Olbia               | Emma Fabbrucci         | Emma Cassanelli                                                                              | Melissa Maione                                                                                    | Maria Palma                                                                                      | Desiree Di Benedetto                                                                             | Laura Gueci - Campionato italiano femminile                              |
| 2017 | Chianciano Terme    | Bianca Pavesi          | Giulia Sala                                                                                  | Elisa Cassi                                                                                       | Marianna Raccanello                                                                              | Maria Palma                                                                                      | Alessia Santeramo - Campionato italiano femminile                        |
| 2018 | Scalea              | Bianca Pavesi          | Sara Annamaria Serban                                                                        | Giulia Sala                                                                                       | Sara Gabbani                                                                                     | Maria Palma                                                                                      | Maria Andolfatto - Campionato italiano femminile                         |
| 2019 | Salsomaggiore       | Lavinia Cara Romeo     | Bianca Pavesi                                                                                | Giulia Sala                                                                                       | Elisa Cassi                                                                                      | Melissa Maione                                                                                   | Marianna Raccanello - Campionato italiano femminile                      |
| 2020 | Online              | Miriam Marrone         | Bianca Pavesi                                                                                | Alessia Natoli                                                                                    | Enrica Zito                                                                                      | Francesca Garau                                                                                  | Angela Flavia Grimaldi                                                   |
| 2021 | Salsomaggiore       | Clio Alessi            | Lavinia Cara Romeo                                                                           | Sabina Artissi                                                                                    | Asia De Bianchi                                                                                  | Elisa Cassi                                                                                      | Melissa Maione                                                           |
| 2022 | Terrasini           | Ria Arun               | Clio Alessi                                                                                  | Greta Viti                                                                                        | Elena Cammalleri                                                                                 | Enrica Zito                                                                                      | Sara Gabbani                                                             |
| 2023 | Tarvisio            | Lavinia Karis Dogaru   | Ria Arun                                                                                     | Lavinia Cara Romeo                                                                                | Greta Viti                                                                                       | Giulia Sala                                                                                      | Elisa Cassi                                                              |
| 2024 | Salsomaggiore       | Victoria Garau         | Rebecca Tarricone                                                                            | Anahid Mrad                                                                                       | Lavinia Cara Romeo                                                                               | Sara Di Fabio                                                                                    | Aleksandra Shvedova                                                      |
| 2025 | Terrasini           | Elisa Rollo            | Emma Donina                                                                                  | Clio Alessi                                                                                       | Ria Arun                                                                                         | Amaliya Manco                                                                                    | Giulia Sala                                                              |